# 4e régiment de tirailleurs sénégalais
Pour les articles homonymes, voir 4e régiment.
Le 4e régiment de tirailleurs sénégalais (4e RTS) est un régiment français appartenant aux troupes coloniales. Créé en 1904, il combat pendant la Seconde Guerre mondiale et est dissout en 1946.

## Création et différentes dénominations
- 1er avril 1904 : création du 4e régiment de tirailleurs sénégalais à partir du bataillon de tirailleurs sénégalais de la Côte d'Ivoire
- 1er octobre 1906 : redevient bataillon de tirailleurs sénégalais de la Côte d'Ivoire[1]
- 1er janvier 1907 : Recréation du 4e régiment de tirailleurs sénégalais[1]
- ? : dissolution, devient 7e régiment de tirailleurs sénégalais
- 1er mai 1923 : par changement d'appellation du 4e régiment d'infanterie coloniale il devient le 4e régiment de tirailleurs coloniaux.
- 1926 : Renommé 4e régiment de tirailleurs sénégalais.
- juin 1940 : Dissolution[1].
- 1er mars 1941 : Recréation du 4e régiment de tirailleurs sénégalais[1].
- 1944 : Devient 21e régiment d'infanterie coloniale à la suite du blanchiment de la 9e DIC.
- 1945 : Redevient 4e régiment de tirailleurs sénégalais.
- Le 31 décembre 1946 : dissolution.

## Historique des garnisons, combats et batailles du4eRTS

### Entre-deux-guerres
Avant 1939, le régiment fait partie de la 2e division d'infanterie coloniale. Il est caserné à Toulon, Fréjus et Puget-sur-Argens.

### Seconde Guerre mondiale

#### 1939 - 1940

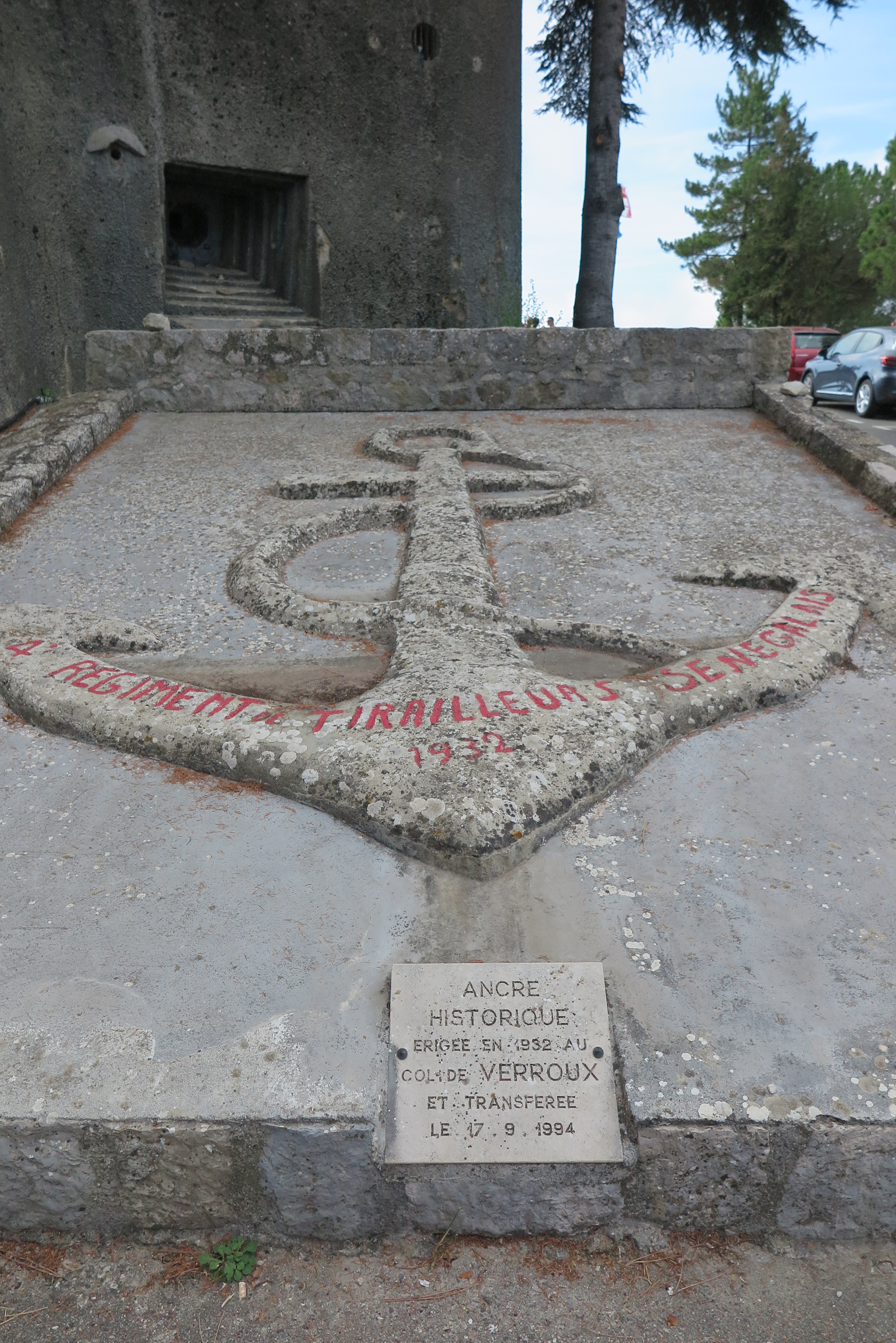
Ancre mémorielle (Sainte-Agnès)

À la mobilisation, le 4e RTS reste attaché à la 2e DIC, qui fait partie de l'armée des Alpes. Le 8 juin 1940, la 2e DIC devient une division légère d’infanterie coloniale et quitte les Alpes. Le 4e RTS reste en position, directement rattaché au 15e corps d'armée.
Le 4e RTS participe à la défense de Menton contre les troupes italiennes. Son engagement en première ligne est prévu le 25 juin 1940 pour reprendre Menton. L'attaque n'aura pas lieu, du fait de l'armistice du 24 juin 1940.

#### 1944 - 1945
Le régiment participe au débarquement sur l'Île d'Elbe le 17 juin 1944.
Le 4e RTS fait alors partie de la 9e DIC du général Magnan, qui comprend :
- le 4e RTS, colonels Cariou puis Bourgound.
- le 6e RTS, colonel Salan.
- le 13e RTS, colonels Chrétien puis Voillemin.
- le RICM (régiment d'infanterie coloniale du Maroc), lieutenant-colonel le Puloch, unité de reconnaissance.
- le RCCC (régiment colonial de chasseurs de chars), lieutenant-colonel Charles sur tanks destroyers M10.
- Le RACM (régiment d’artillerie coloniale du Maroc) constitué par :
  - le GT1 avec le I/RACM rattaché au 4e RTS.
  - le GT3 avec le II/RACM rattaché au RICM.
  - le GT2. avec le III/RACM rattaché au 6e RTS.

Le 1er novembre 1944, sur décision ministérielle, le 4e RTS devient le 21e RIC (régiment d'infanterie coloniale). Entretemps, les troupes d'origine africaine ont été remplacées par des FFI de diverses provenances (blanchiment des troupes coloniales).

## Colonels
- 1934 - 1937: Colonel Legentilhomme
- 1939 : colonel Blaizot[3]
- 1939 : colonel Larbalétrier[3]
- 1940 : colonel Garnier[3]
- 1941 : Colonel Crapon
- 1943 : Colonel Mallet, mort pour la France

## Drapeau
Il porte dans ses plis les inscriptions suivantes:

## Personnalités ayant servi au régiment

### Compagnons de la Libération
- Pierre Poletti (1894-1971), officier français ;
- Gilbert Chevillot (1908-1944), officier français ;
- Henry Farret (1908-1974), général français ;
- Maurice Ferrano (1909-1981), officier français ;
- Paul Gauffre (1910-1944), officier français ;
- Edmond Pinhède (1910-1997), général français ;
- Robert Quilichini (1912-1979), général français.

### Autres personnalités
- Cheikou Cissé (1890-1933), dernier bagnard de Nouvelle-Calédonie ;
- Joseph Laporte (1892-1944), collaborateur français.